# Tonny Trindade de Vilhena
Tonny Emilio Trindade de Vilhena známý jako Tony Vilhena (* 3. ledna 1995, Maassluis) je nizozemský profesionální fotbalista, který hraje na pozici záložníka za španělský klub RCD Espanyol, kde je na hostování z ruského Krasnodaru, a za nizozemský národní tým. Je to kreativní záložník, který by měl tvořit hru (tzv. playmaker neboli špílmachr).

## Klubová kariéra
Trindade de Vilhena prošel mládežnickou akademií Feyenoordu, do A-týmu se dostal v roce 2012. Debutoval 23. ledna 2012 v zápase proti VVV-Venlo.

## Reprezentační kariéra

### Mládežnické reprezentace
Zúčastnil se Mistrovství Evropy hráčů do 17 let 2011 v Srbsku, kde mladí Nizozemci vyhráli titul po výhře 5:2 ve finále nad Německem. Trindade de Vilhena ve finálovém střetnutí dvakrát skóroval a s celkovými 3 brankami se stal společně se třemi dalšími hráči nejlepším střelcem turnaje. Ve stejném roce hrál i na Mistrovství světa hráčů do 17 let v Mexiku, kde mladí Nizozemci vyhořeli a obsadili s jedním bodem poslední čtvrté místo v základní skupině A.
Na následujícím Mistrovství Evropy hráčů do 17 let 2012 ve Slovinsku s nizozemským týmem titul obhájil, když ve finále úspěšně proměnil svůj pokus v penaltovém rozstřelu. Nizozemci porazili stejného soupeře jako před rokem - tým Německa 5:4 na penalty.
V červnu 2013 byl nominován na Mistrovství Evropy hráčů do 21 let konané v Izraeli. S týmem se dostal do semifinále, kde Nizozemsko vypadlo s Itálií po porážce 0:1.

### A-mužstvo
V A-mužstvu Nizozemska debutoval 4. 6. 2016 v přátelském zápase ve Vídni proti reprezentaci Rakouska (výhra 2:0).

## Osobní život
Má nizozemskou matku a otce z Angoly.
S jeho přítelkyní Lanou Slier se jim 19. dubna 2020 narodil syn Future Emilio' Trindade de Vilhena.